# 6-я кавалерийская дивизия (Российская империя)
Не следует путать с 6-й кавалерийской дивизией, сформированной в 1833 г. и расформированной в 1875 г.
6-я кавалерийская дивизия — кавалерийское соединение в составе Русской императорской армии.
Штаб дивизии: 1903: Ломжа; 1913: Цеханов, временно Варшава. Входила в 15-й армейский корпус.

## История дивизии

### Формирование
Сформирована 27 июля 1875 года в ходе общей реорганизации кавалерии в составе двух бригад (по 2 полка в каждой): 2-я бригада прежней 3-й кавалерийской дивизии дополнена донским казачьим полком, переформирована и названа 6-й кавалерийской дивизией. Была расквартирована в Варшавском военном округе.
- 1875—1918 — 6-я кавалерийская дивизия

### Боевые действия
Действовала в ходе Восточно-Прусской операции 1914 г.
Дивизия — участница Наревской операции 10 — 20 июля 1915 г., в ходе которой действовала активно и успешно. Действовала в Виленской операции в августе - сентябре 1915 г.

## Состав дивизии

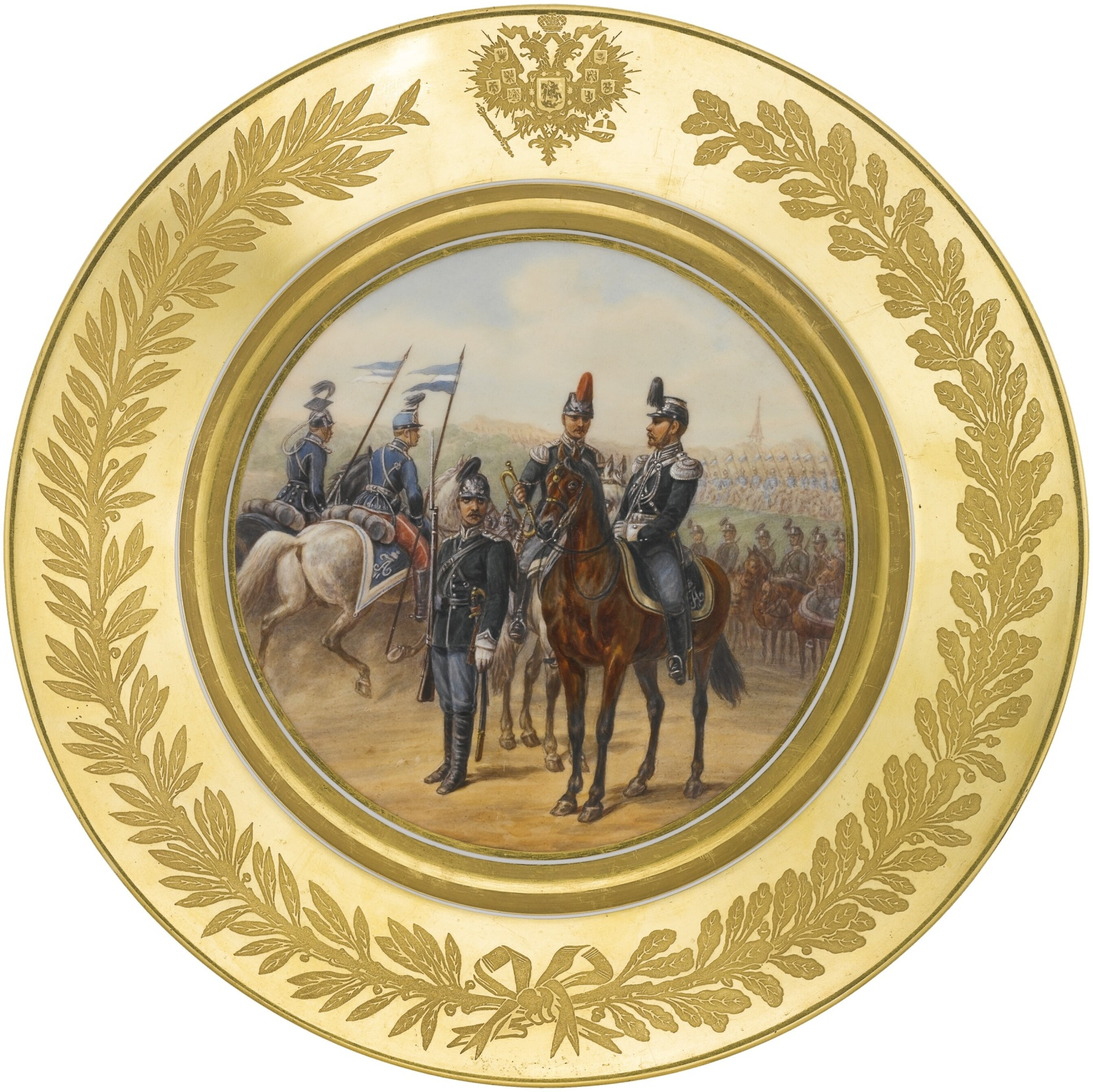
Военнослужащие 6-й кавалерийской дивизии. Слева направо: на заднем плане - офицеры 6-го уланского Волынского полка и 6-го гусарского Клястицкого полка; в центре - офицеры 6-го драгунского Глуховского полка, 1883 г.

- 1-я бригада (Ломжа (1903), Цеханов (1913))
  - 6-й драгунский Глуховский Императрицы Екатерины Великой полк
  - 6-й уланский Волынский полк
- 2-я бригада (Млава)
  - 6-й гусарский Клястицкий генерала Кульнева, ныне Великого Герцога Гессенского Эрнста-Людвига I полк
  - 6-й Донской казачий генерала Краснощёкова полк
- 6-й конно-артиллерийский дивизион (Цеханов)

## Командование дивизии
(Командующий в дореволюционной терминологии означал временно исполняющего обязанности начальника или командира. Должности начальника дивизии соответствовал чин генерал-лейтенанта, и при назначении на эту должность генерал-майоров они оставались командующими до момента своего производства в генерал-лейтенанты).

### Начальники дивизии
- 27.07.1875 — 04.06.1883 — генерал-майор (с 30.08.1876 генерал-лейтенант) Эссен, Александр Антонович
- 04.06.1883 — 19.02.1890 — генерал-лейтенант Коханов, Василий Аполлонович
- 19.02.1890 — 07.12.1898 — генерал-майор (с 30.08.1890 генерал-лейтенант) Паренсов, Пётр Дмитриевич
- 13.01.1899 — 09.06.1903 — генерал-майор (с 06.12.1899 генерал-лейтенант) Шутлеворт, Николай Васильевич
- 10.06.1903 — 28.03.1907 — генерал-майор (с 06.12.1903 генерал-лейтенант) Пржевлоцкий, Константин Ефимович
- 23.05.1907 — 13.11.1913 — генерал-лейтенант Девель, Даниил Фёдорович
- 15.11.1913 — 08.02.1917 — генерал-лейтенант Рооп, Владимир Христофорович
- 26.03.1917 — 16.04.1917 — генерал-лейтенант Мошнин, Владимир Александрович
- 30.04.1917 — хх.хх.хххх — командующий генерал-майор Залесский, Пётр Иванович

### Начальники штаба дивизии
- 27.07.1875 — хх.хх.1879 — полковник Заржецкий, Николай Владиславович
- 20.09.1879 — хх.хх.1881 — полковник Огонь-Догановский, Пётр Нилович
- 18.05.1881 — 27.02.1884 — полковник Биргер, Александр Карлович
- 27.02.1884 — 10.12.1886 — полковник Бекман, Владимир Александрович
- 13.12.1886 — 12.11.1890 — полковник Фомин, Леонид Петрович
- 15.11.1890 — 23.09.1896 — полковник Смирнов, Константин Николаевич
- 28.10.1896 — 28.01.1900 — полковник князь Туманов, Георгий Александрович
- 17.02.1900 — 29.01.1901 — полковник Янушевский, Григорий Ефимович
- 29.01.1901 — 01.06.1904 — полковник Лаврентьев, Антон Дмитриевич
- 06.06.1904 — 01.11.1911 — подполковник (с 17.04.1905 полковник) Залесский, Пётр Иванович
- 02.11.1911 — 26.01.1913 — полковник Товарищев, Сергей Павлович
- 25.03.1913 — 17.07.1914 — полковник Степанов, Николай Александрович
- 09.09.1914 — 16.12.1914 — полковник Степанов, Николай Александрович (повторно)
- 20.01.1915 — 29.10.1915 — полковник Гончаренко, Георгий Иванович
- 03.12.1915 — 12.08.1917 — подполковник (с 06.12.1916 полковник) Бабкин, Александр Иванович
- 14.08.1917 — хх.хх.хххх — и. д. подполковник фон Прюссинг, Эдмонд Адольфович

### Командиры 1-й бригады
- 27.07.1875 — 20.03.1881 — генерал-майор Свиты Е. И. В. Мердер, Николай Карлович
- 27.04.1881 — 14.07.1883 — генерал-майор барон Сталь фон Гольштейн, Николай Александрович
- 14.07.1883 — 29.10.1890 — генерал-майор граф Пащенко-Развадовский, Владимир Львович
- 05.11.1890 — 23.03.1899 — генерал-майор Богушевич, Александр Лукьянович
- 31.05.1899 — 26.03.1901 — генерал-майор барон фон дер Ропп, Николай Васильевич
- 26.03.1901 — 07.07.1907 — генерал-майор Ковалевский, Владимир Александрович
- 05.09.1907 — 29.03.1908 — генерал-майор фон Вольф, Константин Маврикиевич
- 11.05.1908 — 20.05.1913 — генерал-майор фон Кубе, Юлий-Николай Максимилианович
- 29.05.1913 — 04.05.1915 — генерал-майор Максимовский, Николай Николаевич
- 27.05.1915 — хх.хх.хххх — генерал-майор барон фон Корф, Сесиль Артурович

### Командиры 2-й бригады
- 27.07.1875 — хх.хх.1879 — генерал-майор Курзаков, Валериан Петрович
- хх.хх.1879[8] — 26.03.1881 — генерал-майор Рорбек, Трофим Людвигович
- 26.03.1881 — 07.05.1884 — полковник (с 30.08.1882 генерал-майор) Хрещатицкий, Ростислав Александрович
- 07.05.1884 — 02.02.1885 — генерал-майор Руссау, Александр Александрович
- 02.02.1885 — 15.10.1886 — генерал-майор Ивашкин, Владимир Николаевич
- 03.11.1886 — 06.11.1891 — генерал-майор Эристов, Давид Евстафьевич
- 06.11.1891 — 04.04.1895 — генерал-майор Вонлярлярский, Николай Михайлович
- 24.04.1895 — 23.12.1899 — генерал-майор Готовский, Феофил Николаевич
- 25.01.1900 — 19.02.1904 — генерал-майор Кареев, Сергей Алексеевич
- 25.03.1904 — 14.04.1906 — генерал-майор Мезенцов, Михаил Иванович
- 17.04.1906 — 12.05.1910 — генерал-майор Панчулидзев, Евгений Алексеевич
- 13.05.1910 — 24.11.1910 — генерал-майор Урусов, Николай Валерьевич
- 01.01.1911 — 10.02.1913 — генерал-майор Шляхтин, Эраст Алексеевич
- 10.02.1913 — 04.05.1917 — генерал-майор барон фон Штемпель, Николай Аркадьевич
- 06.06.1917 — хх.хх.хххх — полковник (с хх.хх.1917 генерал-майор) Шмидт, Артур Адольфович

### Командиры 6-го конно-артиллерийского дивизиона
- 06.05.1895 — 29.12.1899 — полковник Воронянский, Николай Петрович
- 30.12.1899 — 30.01.1900[9] — полковник Рогожин, Георгий Петрович
- 25.02.1900 — 24.12.1901 — полковник Пржедпельский, Евгений Генрихович
- 24.12.1901 — 14.10.1903 — полковник Мезенцов,Владимир Петрович
- 24.10.1903 — 28.04.1908 — полковник Немчинов, Михаил Александрович
- 18.06.1908 — 26.07.1910 — полковник Левандовский, Иван Михайлович
- 26.07.1910 — 23.04.1915 — полковник Яндоловский, Александр Николаевич
- 29.05.1915 — хх.хх.хххх — полковник Кузьминский, Дмитрий Константинович

### Персоналии служившие в дивизии
- 1915—1917 — Василий Исидорович Киквидзе, возглавил солдатский комитет дивизии.